# Берман, Лев Давидович
Лев Давидович Берман (1903—1991) — учёный, теоретик в области энергетики. Профессор Всероссийского теплотехнического института (ВТИ).

## Биография
Родился 27 декабря 1903 года в Екатеринославе (ныне Днепропетровск) в семье бухгалтера.
С 1919 года подручный литейщика на чугунно-литейном заводе в Днепропетровске. Затем в 1921 году несколько месяцев работал помощником механика на кожевенном заводе, а с ноября 1921 по август 1922 года — помощником кладовщика в транспортно-потребительском обществе водников. Одновременно учился на подготовительном отделении Днепропетровского Горного института, где получил среднее образование.
В 1922 году переехал в Ленинград для учёбы в Ленинградском Электротехническом институте имени В. И. Ульянова, который окончил в июле 1929 года по специализации «Центральные электрические станции» с присвоением квалификации инженера-электрика. Дипломная работа — «Торфяная районная электрическая станция на торфу у Малой Вищеры для электроснабжения Ленинграда».
Студентом опубликовал свои первые статьи «К вопросу о выборе наивыгоднейшего давления пара», «Влияние промежуточного перегрева на экономичность установки», а также совместно с В. Н. Руковишниковым написал в 1929 году статьи в журнале «Электричество (Известия Элетротока)» о подсушке угля в пылеугольных установках и о системе пылеприготовительного устройства в номерах 7 и 8.
Ещё до окончания института начал работать в Управлении нового строительства Ленинградского объединения Государственных электрических станций, куда поступил в июне 1928 года и работал там до ноября 1929 года сначала в должности техника-конструктора, а затем инженера-теплотехника.
В конце 1929 года переехал в Москву и с 1 января 1930 года начал работать инженером машинной лаборатории Теплотехнического института.
В начале октября 1930 года арестован по ложному обвинению, связанному с делом Промпартии. Провёл в Бутырской тюрьме шесть месяцев и постановлением коллегии ОГПУ от 20 апреля 1931 года был осужден на три года ссылки.
Ссылку отбывал в Ташкенте, где работал в Средазэнергострое, затем в Средазэнерго старшим инженером, руководителем теплотехнической группы проектного отдела и консультантом энергонадзора. Принимал участие в комиссии Главэнерго по выявлению энергоресурсов Средней Азии и в работах Средазгосплана по вопросам электрификации Средней Азии. По заданию Средазэнергостроя выполнил в 1932 году расчеты башенных охладителей с естественной и искусственной циркуляцией воздуха. Перевёл с немецкого книгу Г. Вюнша «Регуляторы давления и количества» в своей переработке и под своим редактированием. Книга была издана в Энергоиздатом в 1932 году.
После окончания ссылки в марте 1934 года вернулся в Теплотехнический институт, где последовательно занимал должности:
- 1934—1937 старший инженер теплофикационной лаборатории,
- 1937—1941 руководитель научной темы той же лаборатории,
- 1941—1944 руководитель группы лаборатории паровых турбин,
- 1944—1949 зав. сектором паротурбинной лаборатории,
- 1949—1952 зав. сектором лаборатории теплофикации,
- 1952—1964 заведующий созданной им лабораторией конденсационных установок.

В марте 1934 года назначен старшим инженером теплофикационной лаборатории ВТИ. Разработал метод расчета элеваторов и построения характеристик их работы при переменных режимах и предложил их оптимальную конструкцию.
В 1935—1937 годах занимался теорией и расчетом водоводяных струйных насосов (элеваторов), вопросами регулирования отпуска тепла в водяных тепловых сетях, количественным регулированием отпуска тепла при элеваторном присоединении отопительных систем к тепловым сетям. В 1936 году на III мировую энергетическую конференцию был представлен от СССР доклад Л. Д. Бермана и В. Л. Шифринсона «Тепловые сети в СССР», опубликованный на английском языке.
С учетом выполненных работ Л. Д. Берману в 1938 году была без защиты диссертации присвоена ученая степень кандидата технических наук. Старший научный сотрудник (1940). Ещё до войны подготовил и оформил для защиты докторскую диссертацию на тему «Исследование рабочих процессов градирен», которую защитил в марте 1944 года в Московском энергетическом институте. В начале 1941 года вышла монография Л. Д. Бермана «Градирни», в которой была высказана теория испарительного охлаждения.
В годы Великой Отечественной войны Л. Д. Берман был одним из участников исследований ВТИ, направленных на повышение мощностей существующих теплофикационных систем, упрощение и ускорение строительства тепловых сетей, максимальное сокращение расхода топлива, увеличение пропускной способности и обеспечение беспрерывной работы тепловых сетей, обслуживающих промышленные предприятия и жилые массивы.
Л. Д. Берман проводил исследования и пусконаладочные работы на электростанциях и в системах теплофикации Москвы, Подмосковья, в Кемерово и Новокузнецке. Вместе с Теплотехническим институтом он эвакуировался из Москвы 16—17 октября 1941 года в Кемерово. 30 мая 1942 года Берман был срочно командирован обратно в Москву на выполнение работ по инжекторам, согласно приказу замнаркомэлектро Веденеева.
Л. Берман разработал утвержденные техническим отделом НКЭС СССР «Руководящие указания по водному режиму в системах оборотного водоснабжения электростанций» и «Руководящие указания по эксплуатации брызгальных бассейнов».
В 1946 году Госэнергоиздатом была выпущена написанная им совместно с К. И. Корбушем книга «Рациональное устройство и эксплуатация охладителей циркуляционной воды». Она стала конспектом к комплексному циклу лекций по теплосиловому хозяйству электростанций в Заочном институте усовершенствования ИТР НКЭС.
Указом Президиума Верховного Совета СССР от 26 декабря 1946 года Л. Д. Берман был награждён орденом «Знак Почёта». Для крупных конденсаторов паровых турбин Лев Давидович разработал принципы рационального выполнения поверхности охлаждения.
С 1949 года работал заведующим сектором лаборатории теплофикации. В этом же году выпустил монографию «Испарительное охлаждение циркуляционной воды». Второе издание этой книги в 1961 году было переведено на английский язык и издана в Англии издательством Pergamon Press.
С 1952 года стал заведующим созданной им лабораторией конденсационных установок. В 50-е годы он был награждён медалью «За трудовую доблесть».
23 мая 1956 года Председатель Военной Коллегии Верховного Суда Союза ССР генерал-лейтенант юстиции А.Чепцов отменил дело против Бермана ввиду отсутствия состава преступления. После этого Лев Давидович смог преподавать в Заочном политехническом институте и Энергетической академии Минэнерго СССР.
Получил звание профессора в 1961. По достижении пенсионного возраста Лев Давидович передал лабораторию своему ученику Геннадию Ивановичу Ефимочкину, а сам перешел на должность старшего научного сотрудника-консультанта.
Л. Д. Берман принимал активное участие в конференциях и совещаниях, проводимых в Вильнюсе на Международном симпозиуме по конденсаторам турбин в 1976 году, Ленинграде (VI Всесоюзная конференция по теплообмену, 1979), Львове (1975) , Новосибирске, а также в Международном симпозиуме по конденсатора турбин (Москва, 1976).
Умер 8 марта 1991 года. Урна с прахом захоронена в колумбарии Донского кладбища.

## Семья
Женился на вдове с двумя маленькими детьми.

## Публикации
- Градирни (монография). — М.- Л.: Госэнергоиздат, 1941, 200 с.
- Руководящие указания по водному режиму в системах оборотного водоснабжения электростанций (утв. Техническим отделом НКЭС СССР 26.02.1943). — М.-Л.: Госэнергоиздат, 1943, 40 с. + 1 вклейка.
- Руководящие указания по эксплуатации брызгальных бассейнов (утв. Техническим отделом НКЭС СССР 23.10.1943). — М.-Л.: Госэнергоиздат, 1944, 46 с.
- Рациональное устройство и эксплуатация охладителей циркуляцонной воды./ Л. Д. Берман, К. И. Корбуш — М.-Л.: Госэнергоиздат, 1946, 96 с + 1 вклейка.
- Испарительное охлаждение циркуляционной воды (монография).- М.: Госэнергоиздат, 1949, 440 с + вкл.
- Руководящие указания по реконструкции конденсаторов паровых турбин / Л. Д. Берман, И. К. Гришук. (Утверждено Техуправлением МЭС СССР), М.: Госэнергоиздат, 1954, 72 С.
- Замена и реконструкция конденсаторов с недостаточной поверхностью охлаждения. — Информационное письмо ВТИ № 1954 — 4. М.: Госэнергоиздат, 1955.
- Руководящие указания по наладке и эксплуатации пароструйных эжекторов конденсационных установок / Л. Д. Берман, Н. М. Зингер — М.- Л.: Госэнергоиздат, 1956, 55 с.
- Испарительное охлаждение циркуляционной воды. Изд. 2-е, переработанное. М.- Л.: Госэнергоиздат, 1957, 320 с. + вкл. Английский перевод: L.D.Berman. Evaporative cooling of circulating water. Oxford — New-York — Paris. Pergamon Press. 1961, X, 392 pp., ill. Румыния: L.D.Berman. Cercetarea proceselor de lucru ale turnurilor de racire. Traducere dih l. Russa, I. P.T. , 1965 (Исследование рабочих процессов градирен) — см. Energietechnik, 1972, № 8.
- Воздушные насосы конденсационных установок паровых турбин / Л. Д. Берман, Н. М. Зингер. М.-Л: Госэнергоиздат, 1962, 96 с.
- Инженерный метод теплового расчета поверхностных конденсаторов паровых турбин. М.: Издание ВТИ , 1963, 100 с.
- Эксплуатационные характеристики и расчет водоструйных эжекторов конденсационных установок / Л. Д. Берман, Г. И. Ефимочкин. — М.: Издание ВТИ , 1965.
- Комплексная оптимизация теплосиловых систем / С. В. Аврутин, А. Г. Анишкова, Л. Д. Берман и др.; Отв. ред. Л. С. Попырин; — СО АН СССР, Сибирский энергетический институт. — Новосибирск: Наука, 1976, 318 с.
- Руководящие указания по тепловому расчету поверхностных конденсаторов мощных турбин тепловых и атомных электростанций / Л. Д. Берман, Э. П. Зернова — М.: СПО Союзтехэнерго, 1982, 106 с.
- Методические указания по эксплуатации конденсационных установок паровых турбин электростанций / Исполнители: , А. К. Кирш, Г. М. Коновалов (ПО Союзтехэнерго),Л. Д. Берман, Э. П. Зернова(ВТИ) — М.: СПО Союзтехэнерго, 1986, 214 с.